# حمض التريكوسيليك
حمض التريكوسيليك هو حمض كربوكسيلي له الصيغة الكيميائية C23H46O2، والتي يمكن كتابتها على الشكل CH3(CH2)21COOH. ويكون على شكل صلب عديم اللون. ينتمي حمض التريكوسيليك إلى الأحماض الدهنية المشبعة.

## الوفرة الطبيعية

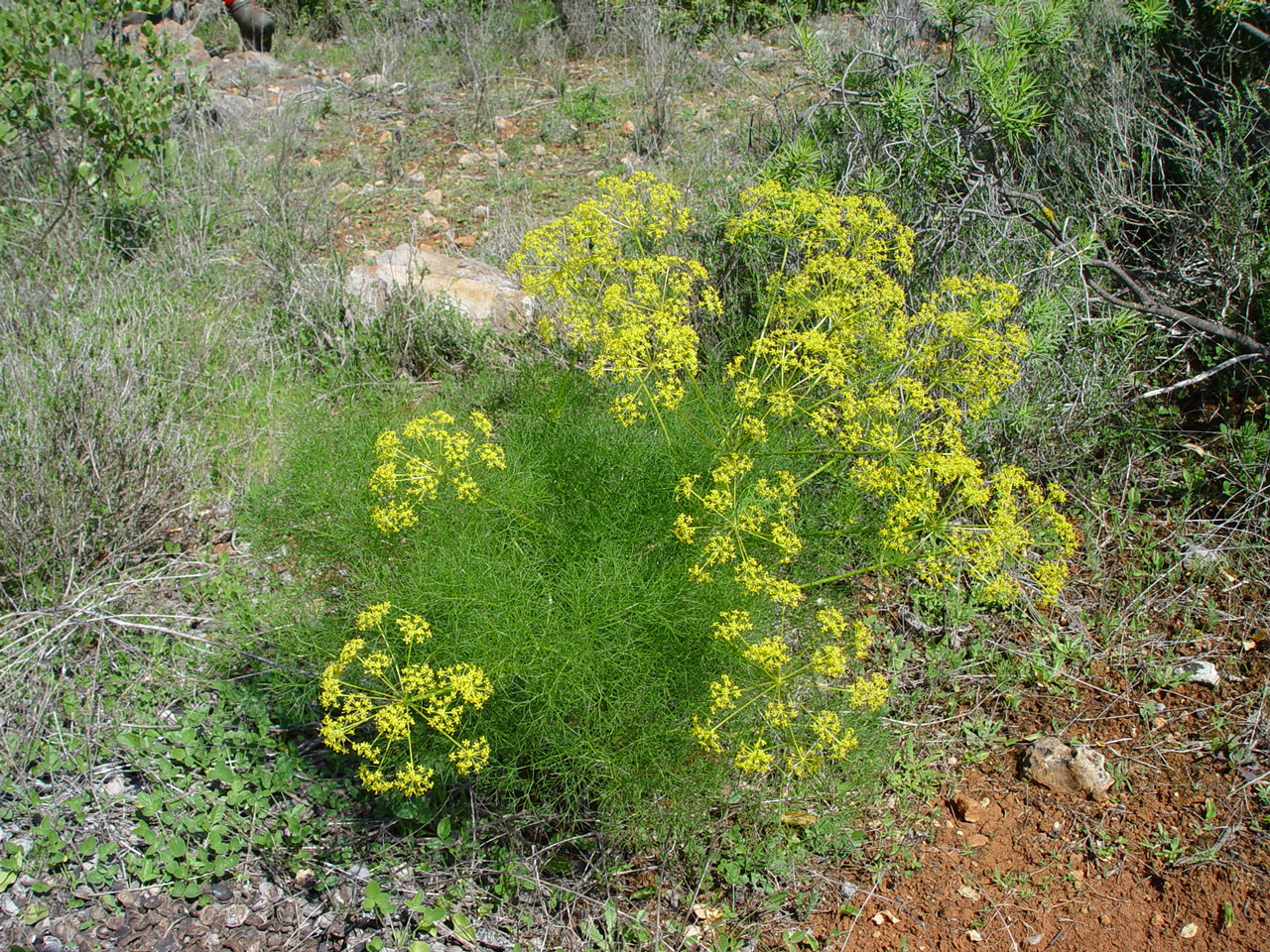
شمرة شائعة

يوجد حمض التريكوسيليك في الطبيعة بشكل نادر كما هو الحال مع أغلب الأحماض الدهنية ذات العدد الفردي من ذرات الكربون. عثر على آثار من هذا الحمض في أوراق نبات Cecropia adenopus، وكذلك في نبات الشمّر.

## التحضير المخبري
يمكن الحصول على المركب بشكل مخبري من عملية نزع الكبريت من مشتقات الأحماض الكربوكسيلية للثيوفين الموافقة.

## اقرأ أيضاً
- حمض دهني